# Красноармейское (Западно-Казахстанская область)
Красноармейское (каз. Красноармейское) — село в  районе Байтерек Западно-Казахстанской области Казахстана. Входит в состав Январцевского сельского округа. Был центром Красноармейского сельского округа до 2013 года. Находится примерно в 95 км к востоку от села Перемётное. Код КАТО — 274437100.
Село расположено при впадении правого притока Ембулатовка в Урал.

## Население
В 1999 году население села составляло 742 человека (348 мужчин и 394 женщины). По данным переписи 2009 года, в селе проживали 554 человека (266 мужчин и 288 женщин).

## История
Посёлок Требушинский входил в 1-й Уральский военный отдел Уральского казачьего войска.